# Oxytropis karjaginii
Oxytropis karjaginii är en ärtväxtart som beskrevs av Aleksandr Alfonsovitj Grossgejm. Oxytropis karjaginii ingår i släktet klovedlar, och familjen ärtväxter. Inga underarter finns listade i Catalogue of Life.